# جورج برادلي كيلوغ
جورج برادلي كيلوغ هو محامي وسياسي أمريكي، ولد في 6 نوفمبر 1826، وتوفي في 12 نوفمبر 1875. انتخب عضو مجلس نواب فيرمونت ‏.